# Geroldstein

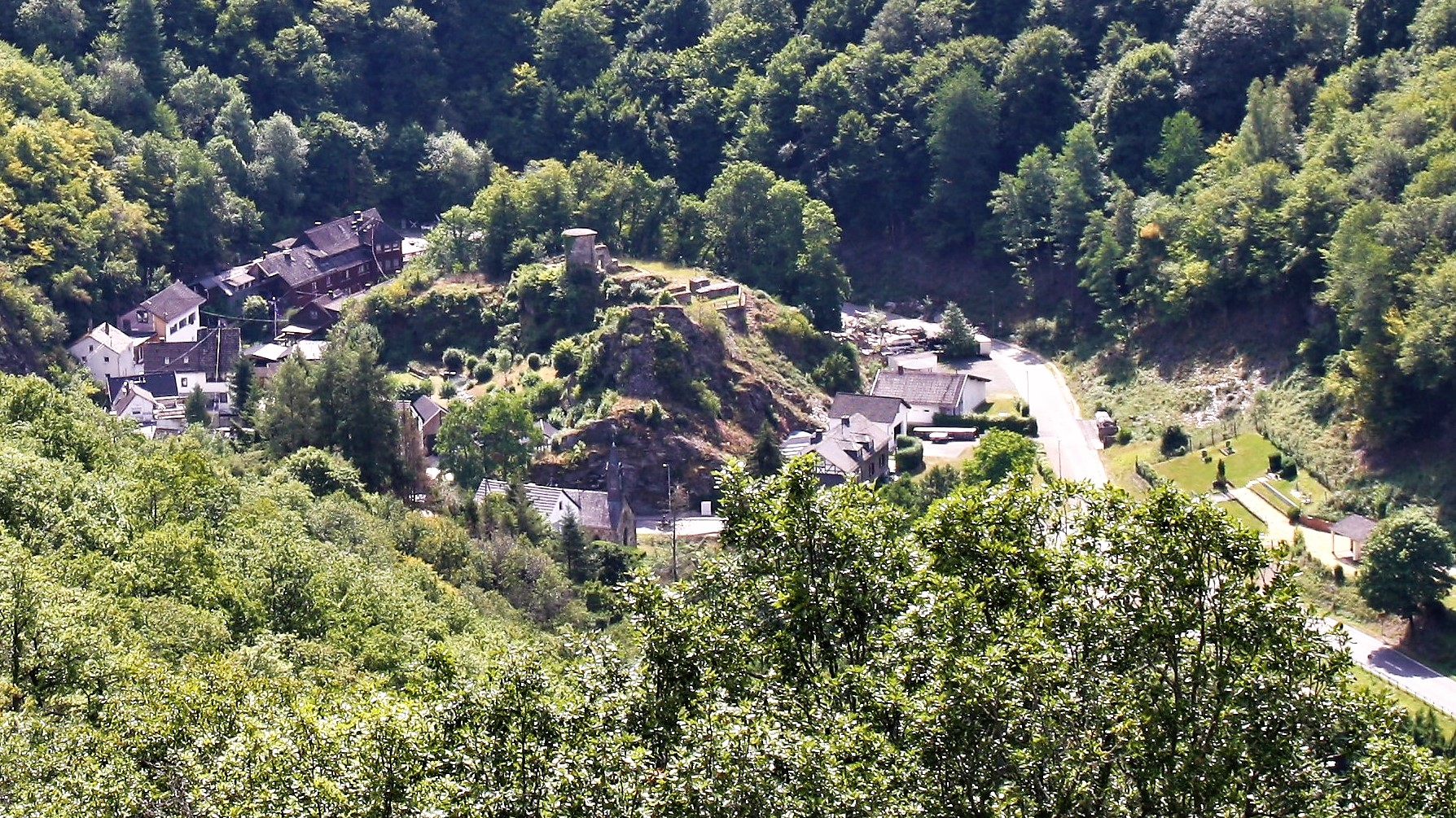
Geroldstein, ein Ortsteil von Heidenrod

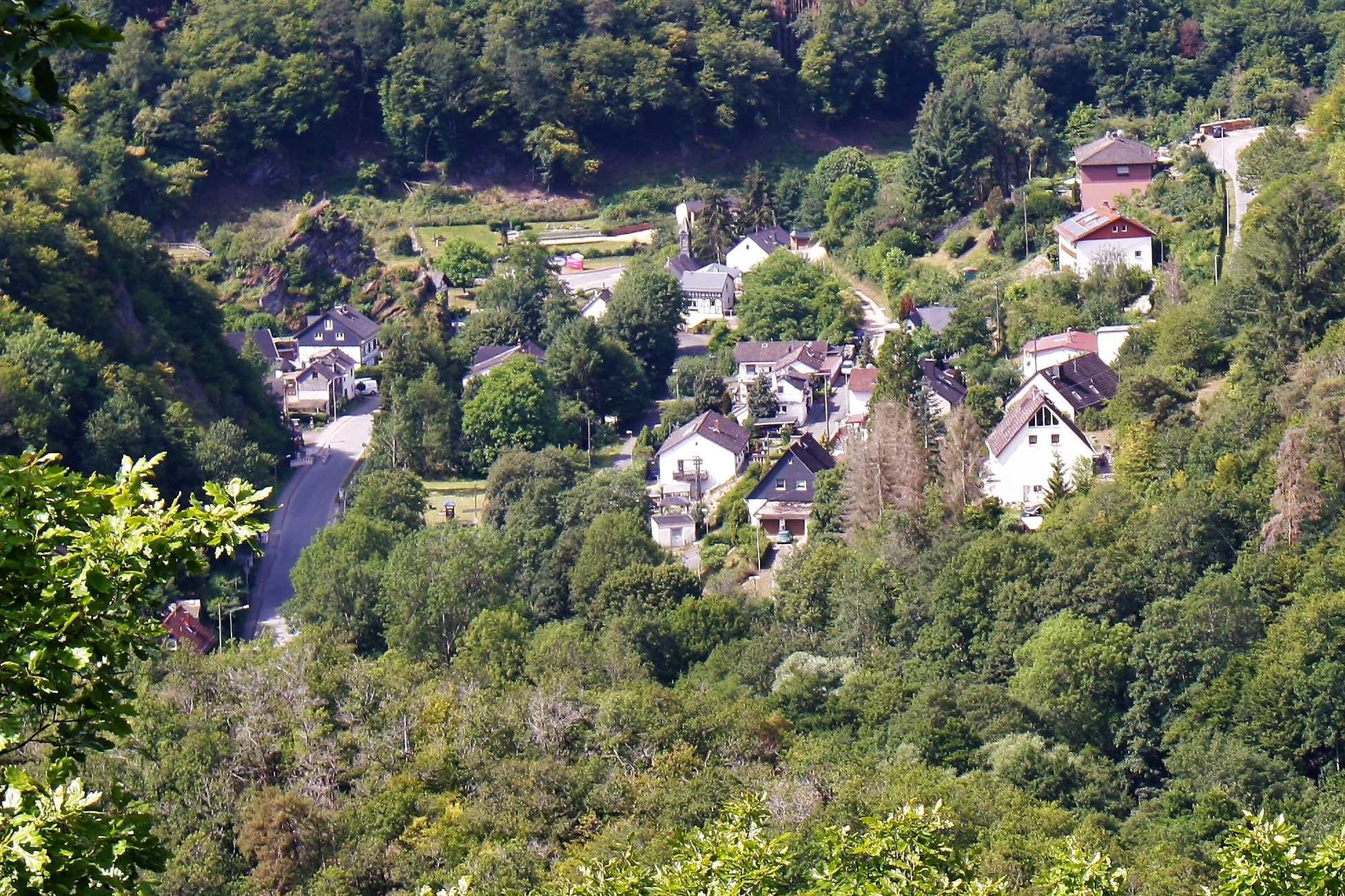
Geroldstein, ein Ortsteil von Heidenrod

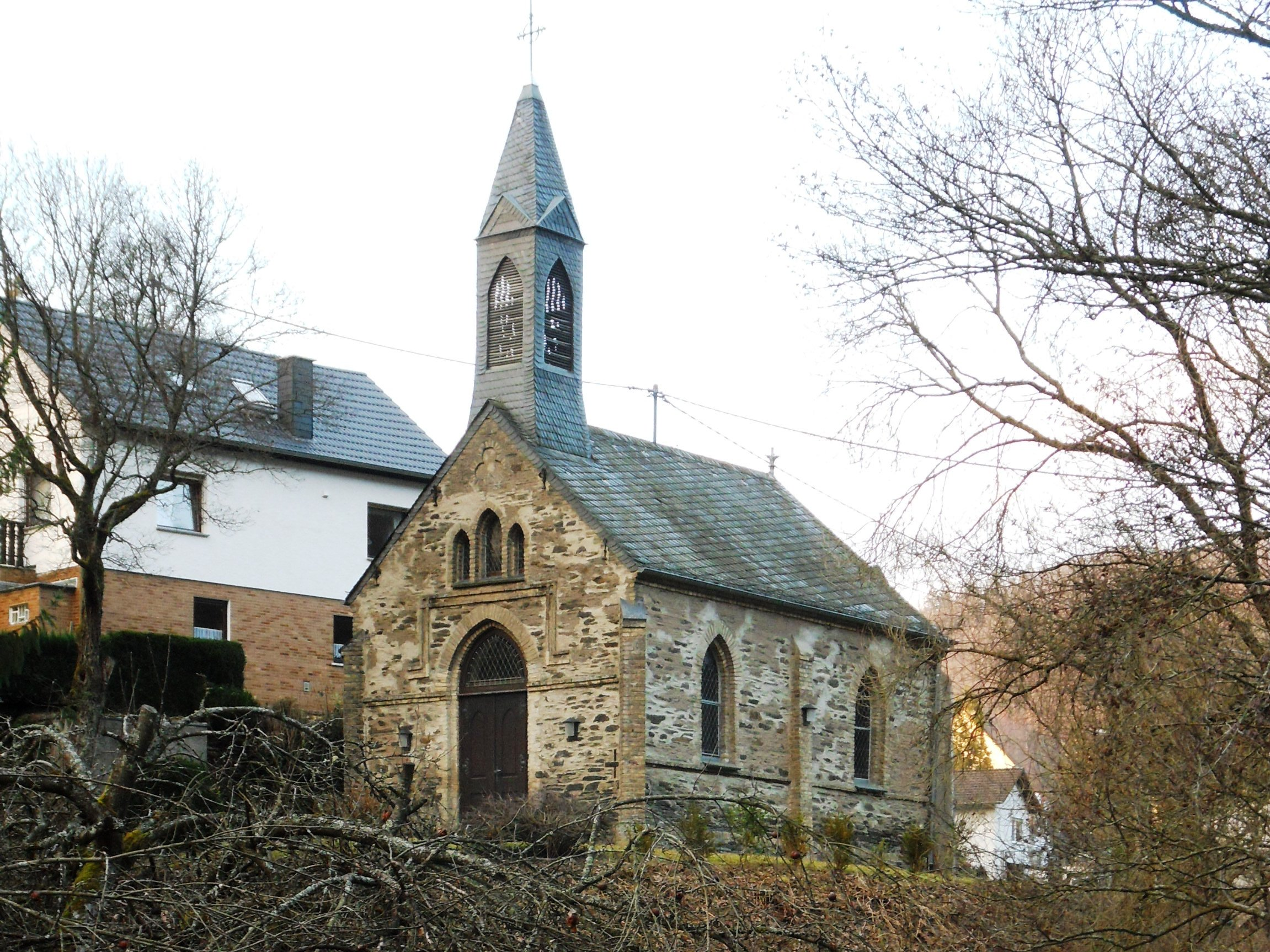
Katholische Kapelle in Geroldstein

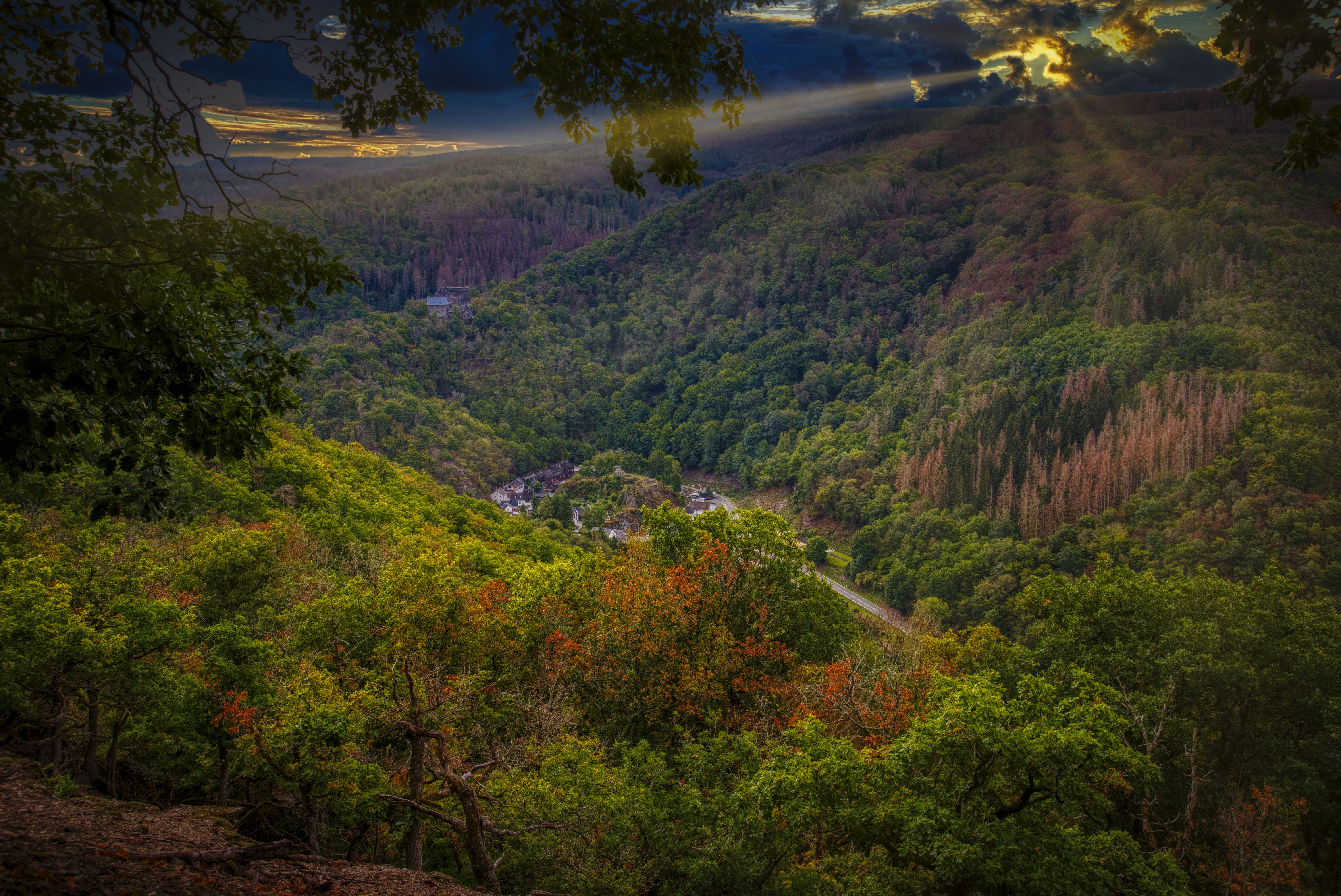
Das Geroldsteiner Fenster

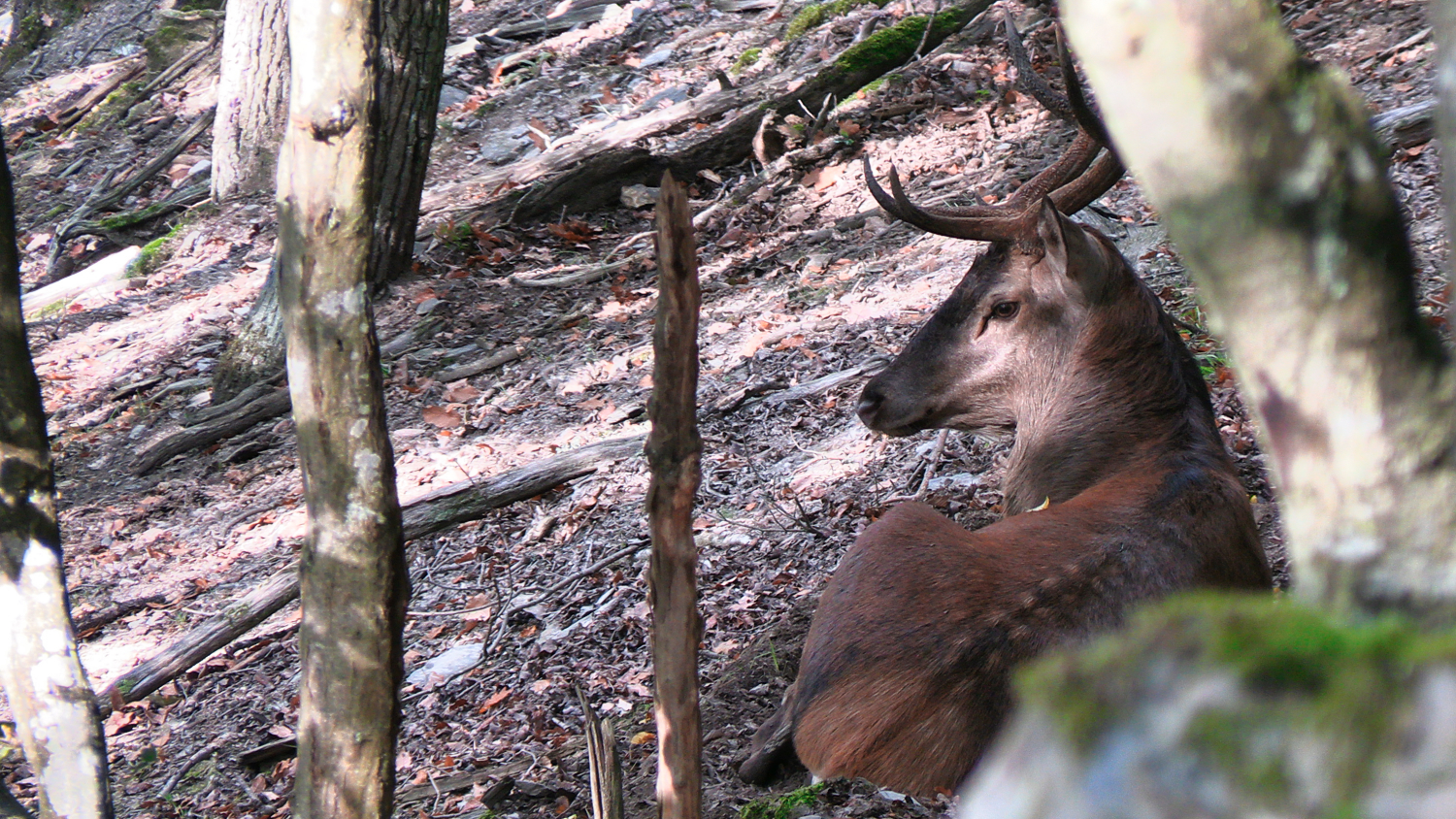
Rothirsch im Wald bei Geroldstein.

Geroldstein ist ein Ortsteil der Gemeinde Heidenrod an der Wisper im südhessischen Rheingau-Taunus-Kreis.

## Geschichte

### Überblick
In erhaltenen Urkunden wurde Geroldstein unter den folgenden Namen erwähnt (in Klammern das Jahr der Erwähnung):
Gerhartstein (um 1200), Gerhardesstein (1262), Gerartstein (1321), Gerstein (um 1585), Gierstein (1626) und Gerolstein (1629).
Vermutlich stammt der Name von einem um 1170 lebenden Ritter Gerhardt aus dem Geschlecht der Grafen von Katzenelnbogen, der die untere Burg errichten ließ. Dieser nannte sich fortan "von Gerhardtstein" und dessen Nachfolger Philipp baute 1386 oberhalb der Stammburg die größere obere Burganlage.
1843 erfolgte ein Zusammenschluss von Dickschied und Geroldstein zur Gemeinde Dickschied-Geroldstein. Für das Jahr 1846 ist als gemeinsamer Schultheiß Johann Philipp Dönges genannt.
Eine Kirche wurde erst im Jahr 1899 errichtet.
Als Dickschied-Geroldstein am 31. Dezember 1971 sich im Vorfeld der Gebietsreform in Hessen mit weiteren 15 Gemeinden auf freiwilliger Basis zur Gemeinde Heidenrod zusammenschloss, wurde für jeden der beiden Ortsteile ein eigener Ortsbezirk mit Ortsbeirat errichtet. Der Ortsbezirk von Geroldstein beschränkt sich auf die Flur 8 der Gemarkung Dickschied-Geroldstein und auf die im Tal liegenden Feldgrundstücke der Flur 9.

### Wirtschaftsgeschichte
Neben etwas Landwirtschaft im Talgrund betrieben die Geroldsteiner im Mittelalter sowohl Forstwirtschaft im nahen Wald als auch Mühlen mit dem Gewässer sowie Fischzucht. Ab 1590 ist daneben auch der Betrieb von Waldschmieden und Eisenschmelzen bekannt, was mit der Holzkohlegewinnung durch Köhler ermöglicht wurde.
Bis 1900 wurde in Geroldstein Schieferbergbau betrieben, wovon etliche Schieferstollen zeugen. Einige der einfachen Wohnhäuser aus dem frühen 19. Jahrhundert besitzen noch eine Fassade aus örtlichem Schiefer.

## Sehenswertes
- Burg Geroldstein (Gerhartstein, Gerolstein)
- Burg Haneck